# Angelcorpse
Angelcorpse — американская блэк-дэт-метал-группа, основанная в 1995 году басистом/вокалистом Pete Helmkamp (после распада его предыдущей группы Order from Chaos) и гитаристом Gene Palubicki. С барабанщиком John Longstreth они сделали демозапись Goats to Azazael (1996), которая помогла им подписать контракт с французским метал-лейблом Osmose Productions. После издания дебютного альбома Hammer of Gods (1996) они приняли в состав ритм-гитариста Bill Taylor. Следующий альбом Exterminate был издан в 1998 году, вскоре после этого присоединился барабанщик Tony Laureano, а Bill Taylor покинул группу. В конце этого года группа переехала из Канзас-Сити, штат Миссури, в Тампу, штат Флорида (где они до этого записывались). Третий альбом The Inexorable был издан осенью 1999 года. В 2000 году возвращается Bill Taylor, однако основатель группы Pete Helmkamp уходит и оставшиеся участники решают расформировать группу. Изданный после этого сборник Iron, Blood & Blasphemy (2001) содержит несколько синглов, каверы, записи живых выступлений и треки из Goats to Azazael (1996).

## Состав

### Текущий состав
- Pete Helmkamp — бас-гитара, вокал
- Gene Palubicki — гитара
- Ronnie Parmer — ударные

### Бывшие участники
- Tony Laureano — ударные
- Bill Taylor — гитара
- Ken Phillips — гитара (на концертах)
- Steve Bailey — гитара (на концертах)
- John Longstreth — ударные
- Paul Collier — ударные
- Kelly McLauchlin — гитара
- Terry «Warhead» — ударные

## Дискография
- Hammer of Gods (1996)[2][3]
- Nuclear Hell (EP, 1997)
- Wolflust (single, 1997)
- Exterminate (1998)[4]
- Winds of Desecration (EP, split with Martire, 1999)
- The Inexorable (1999)[5][6][7]
- Iron, Blood and Blasphemy (compilation of singles, EPs, live songs and original demo, 2000)[8]
- Death Dragons of the Apocalypse (live CD, 2002)
- Of Lucifer and Lightning (2007)[9][10][11]